# 諸富警察署
諸富警察署（もろどみけいさつしょ）は、佐賀県警察が管轄し、佐賀市諸富町および川副町を担当していた警察署の一つ。2017年4月1日に廃止、管轄は佐賀南警察署に統合され、建物は諸富交番となった（庁舎は老朽化のため2023年2月末で廃止）。

## 概要
1966年（昭和41年）に落成した庁舎は国道208号に面し、筑後川を渡る同道諸富橋から約800m西方に所在した。道を挟んで北隣に佐賀市立諸富中学校、近くに佐賀市諸富支所（旧・諸富町役場）や諸富郵便局がある諸富町中心部であった。また、道を挟んで南西にはかつて、国鉄佐賀線（1987年（昭和62年）3月に廃止）の諸富駅があった。
2017年4月に佐賀南警察署に統合され、庁舎は諸富交番となった。なお、老朽化のため、諸富交番は2023年3月1日に佐賀市役所諸富支所の南側駐車場跡地に新築移転することになり、諸富交番（旧諸富警察署）の庁舎は佐賀市に移管された後に解体されることになった。

## 沿革
- 1878年（明治11年）1月18日 - 佐賀警察出張所が佐賀警察署と改称。同管内に諸富分署を設置。諸富橋から南西約50m付近の民家を買い上げ、仮庁舎とする[2]。
- 1896年（明治29年）4月6日 - 諸富分署が諸富警察署に昇格[3]。
- 1897年（明治30年）1月19日 - 諸富警察署が諸富分署に降格[3]。
- 1916年（大正5年） - 庁舎が新築落成[4]。
- 1931年（昭和6年）3月11日 - 庁舎が新築落成[4]。
- 1948年（昭和23年）3月7日 - 旧警察法施行に伴い、国家地方警察佐賀県本部佐賀地区警察署の諸富警部補派出所となる[5]。
- 1949年（昭和24年）1月1日 - 諸富警部派出所に昇格[6]。
- 1954年（昭和29年）7月1日 - 改正警察法（現行法）施行に伴い、佐賀県警察が発足し、諸富警察署を新設。管轄は、佐賀郡のうち東川副村・南川副村・西川副村・中川副村・新北村・大詫間村[7]。
- 1966年（昭和41年）4月5日 - 庁舎が新築落成[4]。
- 2017年（平成29年）4月1日 - 佐賀市を管轄する警察署の再編整備（cf.佐賀北警察署#警察署再編の経緯）により、佐賀南警察署を新設。諸富署を佐賀南署に統合し、佐賀市諸富町および川副町を移管。諸富署の建物は諸富交番となる[8]。なお、同日付で山領駐在所を廃止し諸富交番に統合した[9]。

## 交番など
2017年の廃止時点で、以下の1交番・3駐在所・1警備派出所があった。
| 名称               | 読み         | 所在地                         |
| ------------------ | ------------ | ------------------------------ |
| 犬井道交番         | いぬいどう   | 佐賀市川副町大字鹿江687-4      |
| 山領警察官駐在所   | やまりょう   | 佐賀市諸富町大字山領491-2      |
| 早津江警察官駐在所 | はやつえ     | 佐賀市川副町大字早津江282-1    |
| 大詫間警察官駐在所 | おおだくま   | 佐賀市川副町大字大詫間492-8    |
| 佐賀空港警備派出所 | さがくうこう | 佐賀市川副町大字犬井道9476-187 |

## 検問所
- 諸富検問所 - 佐賀市諸富町大字諸富津[10]

## ロケ地
- 映画『悪人』（2010年）[1]